# Meszlen
Meszlen é um município da Hungria, situado no condado de Vas. Tem 12,02 km² de área e sua população em 2015 foi estimada em 211 habitantes.